# Louan-Villegruis-Fontaine
Louan-Villegruis-Fontaine is een gemeente in het Franse departement Seine-et-Marne (regio Île-de-France) en telt 491 inwoners (2005). De plaats maakt deel uit van het arrondissement Provins.

## Geografie
De oppervlakte van Louan-Villegruis-Fontaine bedraagt 38,8 km², de bevolkingsdichtheid is 12,7 inwoners per km².
De onderstaande kaart toont de ligging van Louan-Villegruis-Fontaine met de belangrijkste infrastructuur en aangrenzende gemeenten.

## Demografie
Onderstaande figuur toont het verloop van het inwonertal (bron: INSEE-tellingen).

1. ↑  Populations de référence 2022.